# قمران
قُمران (عبری: קומראן‎; عربی: خربة قمران) یک سایت باستان‌شناسی در کرانه باختری رود اردن است که توسط پارک ملی اسرائیل اداره می‌شود. این سایت در یک فلات خشک در حدود ۱٫۵ کیلومتر (۱ مایل) از ساحل شمال غربی دریای مرده، در نزدیکی شهرک یهودی‌نشین و کیبوتص کالیا واقع شده‌است.
قمران دارای غار های خارق العاده ای است